# Campionato nazionale Under-19 (calcio a 5)
Il Campionato nazionale Under-19 è una competizione di calcio 5, la più importante del calcio a 5 giovanile. È organizzata dalla Divisione Calcio a 5 e riservata ai ragazzi che non abbiano ancora compiuto il 20º anno di età nell'anno di inizio della stagione sportiva. Il torneo si articola in molti gironi territoriali ognuno dei quali esprime diverse formazioni che prenderanno poi parte alla fase nazionale ad eliminazione diretta con gare di andata e ritorno. La prima edizione si è giocata nella stagione 2017-2018. 
Al campionato riservato agli Under 19, la Divisione Calcio a 5 affianca una coppa di categoria che si articola in gare di andata e ritorno con una fase finale detta Final Eight giocata in sede unica e la supercoppa italiana di categoria nella quale si affrontano i campioni d'Italia e i detentori della coppa.

## Albo d'oro

### Campionato
| Stagione  | Data                          | Luogo                                           | Vincitore    | Finalista    | Andata | Ritorno                    | Semifinaliste       |
| --------- | ----------------------------- | ----------------------------------------------- | ------------ | ------------ | ------ | -------------------------- | ------------------- |
| 2017-2018 | 12 giugno 2018 17 giugno 2018 | Reggio Emilia (PalaBigi) Augusta (PalaJonio)    | Maritime     | Kaos         | 5 - 1  | 6 - 1                      | Olimpus Roma Fenice |
| 2018-2019 | 8 giugno 2019 15 giugno 2019  | Frascati (PalaFrascati) Asti (Pala San Quirico) | Roma         | Asti Orange  | 5 - 0  | 2 - 4                      | Lazio Fenice        |
| 2019-2020 | Non assegnato                 |                                                 |              |              |        |                            |                     |
| 2020-2021 | 20 giugno 2021                | Pesaro (Palasport Nino Pizza)                   | Regalbuto    | Alma Salerno | 6 - 2  | L84 Antenore Sport Padova  |                     |
| 2021-2022 | 4 giugno 2022                 | Salsomaggiore Terme (Sky Emilia-Romagna Arena)  | Cioli AV     | Aosta        | 6 - 3  | Meta Catania Fenice        |                     |
| 2022-2023 | 11 giugno 2023                | Benevento (PalaTedeschi)                        | Aosta        | Roma         | 10 - 2 | Fenice Lazio               |                     |
| 2023-2024 | 2 giugno 2024                 | Faenza (PalaCattani)                            | Olimpus Roma | Lecco        | 5 - 3  | Bernalda Fortitudo Pomezia |                     |

### Coppa Italia
| Stagione  | Data          | Luogo                                        | Vincitore    | Risultato   | Finalista    | Semifinaliste           |
| --------- | ------------- | -------------------------------------------- | ------------ | ----------- | ------------ | ----------------------- |
| 2017-2018 | 25 marzo 2018 | Pesaro PalaFiera                             | Maritime     | 3 - 1       | Asti Orange  | Carmagnola Kaos         |
| 2018-2019 | 24 marzo 2019 | Faenza PalaCattani                           | Roma         | 4 - 2 (dts) | Fenice       | Imolese Asti Orange     |
| 2019-2020 | Non assegnato |                                              |              |             |              |                         |
| 2020-2021 | 2 giugno 2021 | Montesilvano PalaRoma                        | Roma 3Z      | 4 - 0       | Asti Orange  | L84 Regalbuto           |
| 2021-2022 | 27 marzo 2022 | Salsomaggiore Terme Sky Emilia-Romagna Arena | Roma 3Z      | 5 - 4       | L84          | Eta Beta Cornedo        |
| 2022-2023 | 12 marzo 2023 | San Rufo Palasport                           | Roma         | 7 - 1       | Villaurea    | Aosta Lazio             |
| 2023-2024 | 23 marzo 2024 | Policoro PalaErcole                          | Olimpus Roma | 3 - 1       | Meta Catania | Dalia Management Fenice |

### Supercoppa italiana
| Stagione | Data              | Luogo                        | Vincitore    | Risultato | Finalista    |
| -------- | ----------------- | ---------------------------- | ------------ | --------- | ------------ |
| 2021     | 3 aprile 2022     | Policoro PalaErcole          | Roma 3Z      | 5 - 0     | Regalbuto    |
| 2022     | 11 dicembre 2022  | Genzano di Roma PalaCesaroni | Cioli AV     | 6 - 4     | Roma 3Z      |
| 2023     | 24 settembre 2023 | Leini Palestra Maggiore      | Roma         | 8 - 6     | Aosta        |
| 2024     | 03 gennaio 2025   | Catania PalaCatania          | Olimpus Roma | 2 - 1     | Meta Catania |